# Hirvijärvi (sjö i Finland, Norra Savolax, lat 63,38, long 26,68)
Hirvijärvi är en sjö i Finland. Den ligger i kommunen Pielavesi i landskapet Norra Savolax, i den centrala delen av landet, 400 km norr om huvudstaden Helsingfors. Hirvijärvi ligger 125,8 meter över havet. Den är 13 meter djup. Arean är 1,4 kvadratkilometer och strandlinjen är 8,38 kilometer lång. Sjön  ingår i Kymmene älvs huvudavrinningsområde.   I omgivningarna runt Hirvijärvi växer i huvudsak blandskog. Den sträcker sig 2,0 kilometer i nord-sydlig riktning, och 1,8 kilometer i öst-västlig riktning.
I övrigt finns följande i Hirvijärvi:
- Hirvisaari (en ö)